# 破碎机

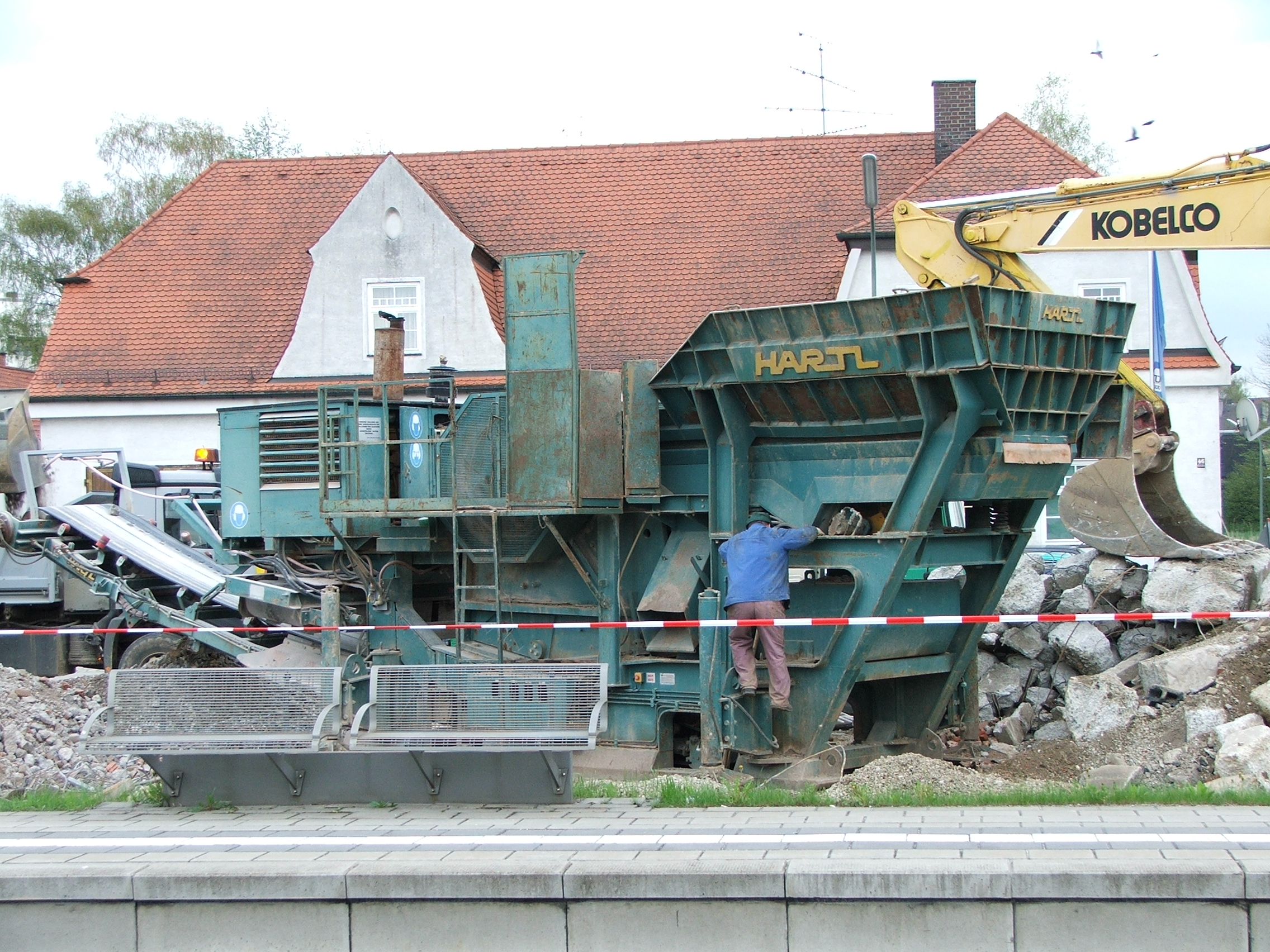

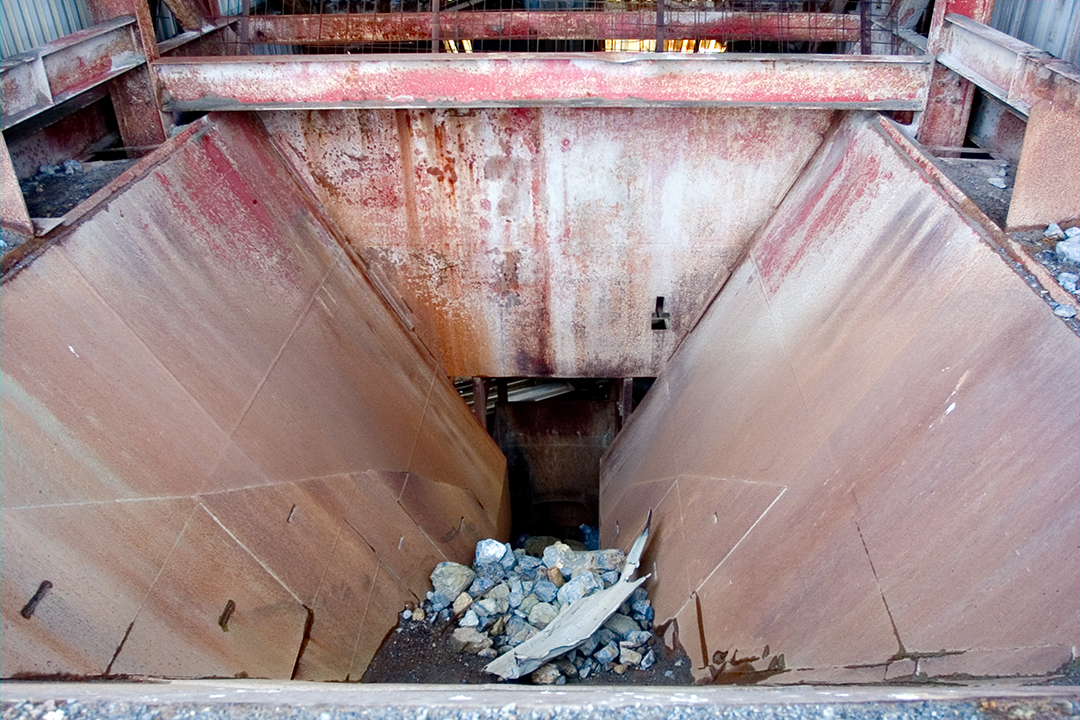

破碎机是一种将大块岩石破碎成更小的岩石、砾石、沙子或岩粉的机器。破碎机有一定的風險，曾在中華人民共和國造成死亡事故。